# Família Kft.
A Família Kft. az egyik népszerű magyar televíziós filmsorozat volt az 1990-es években. A sorozat Gát György és Szurdi Miklós nevéhez fűződik. Magyarországon ez volt az első hazai gyártású szituációs komédia. A még 1990-ben készült pilot epizódokat 1991 októberében sugározta a Magyar Televízió, akkor még Szép apukát Szombathy Gyula, Kövér apukát pedig Balázs Péter alakította, őket váltotta fel később Ádám Tamás (Szép Károly), és Nagy Zoltán (Kövér Lajos).

## Története és a forgatásának körülményei
A Família Kft. nyolc éven át futott, 1999-es megszűnéséig összesen 385 rész készült belőle.
Megszűnéséhez vélhetően több körülmény vezetett. Először, az első médiatörvény 1996-os bevezetésével betiltották a termékelhelyezést, amely finanszírozási forrásra addig erősen épített a sorozat, így az ebből származó bevétel megszűnt. 1997-ben pedig megjelentek az országos, szabadon fogható kereskedelmi csatornák (RTL és TV2), amik elszívták a nézettség jelentős részét, így tovább nehezedett a sorozat helyzete. Ezzel párhuzamosan, a sorozatot gyártó TNG elkezdett a konkurens TV2-nek is beszállítani (TV a város szélén), vélhetően ez is közrejátszott abban, hogy a Magyar Televízió 1999-ben szerződést bontott.
A Família Kft. sugárzási jogát 2004-ben vásárolta meg a Viasat 3 kereskedelmi csatorna, és körülbelül a 200. részig vetítették.
2008 óta ismét a Magyar Televízió sugározta a sorozatot. Kezdetben minden hétköznap, napi két részt. Majd a hét három napján, napi egy részt. Végül augusztus elején levették a programkínálatból. Azóta többször műsorra tűzték, de mindig csak a 124. részig vetítették. 2012-től a Duna World, 2015-től az M3 is megismételte a sorozatot a csatorna megszűnéséig, majd 2023-ban a Magyar Mozi TV is megvásárolta a sorozat vetítési jogát.

## Főszereplők

### Szép család
- Szép Károlyné Ágnes „Ágica, Anci, Mami, Édsanya” (egyes részekben saját elhunyt édesanyjaként is megjelenik) – Esztergályos Cecília
- Dr. Szép Károly „Károlyom, Api, Papi, Édsapa” – Szombathy Gyula (próbaepizódok) Ádám Tamás
- Szép Ádám – Kárász Zénó
- Szép Krisztina „Kriszta” – Xantus Barbara
- Szép Mihály „Misi” – Spáh Dávid
- Szép Richárd „Ricsi” – Spáh Károly
- Nagypapa, Kerekes Ferenc „Apuka, Vén maffiózó” (Ágica apja) – Baranyi László
- Nagymama, Szép Ágostonné Köves Vilma „Anyuka, Vilmus” (Károly anyja) – Bod Teréz
- Szép Ágoston (Károly apja) – Suka Sándor (1993-ban elhunyt, Ágostont még előtte kiírták a sorozatból, a 66. részben világutazó lett, azonban a főcímből csak a színész halálát követően vették ki)
- Szép Debbie (Ágoston második felesége) – Moór Marianna (próbaepizódokban, mint Dagmar), Deborah Kim Javor

### Kövér család
- Kövér Lajos „Édes jó Lajosom” – Balázs Péter (próbaepizódok, mint Józsi) Nagy Zoltán
- Kövérné Hajnalka "Hajnalkám, te ezt nem tudhatod!" (Vili mostohaanyja) – Töreky Zsuzsa (próbaepizódok, mint Aranka), Dzsupin Ibolya
- Kövér Vilmos „Vili, Te nagyon hülye!” (Kövér Lajos fia) – Juhász Illés

## További szereplők
Kiemelt mellékszereplők (a sorozat későbbi szakaszában főszereplők)
- Piczy Elek Pici (Ádám barátja) Boros Zoltán (próbaepizódok) Csonka András
- Hetényi Mónika (Ágica barátnője, Csibi élettársa) – Sir Kati

Rendszeres mellékszereplők
- Alföldi Kázmér (házaló kereskedő) – Reviczky Gábor
- Zizi (Ádám barátnője) – Lengyel Ágnes
- Szivaros Frici – Hollósi Frigyes
- Bözsi (a nagymama barátnője) – Koós Olga
- Huszár úr (törzsvevő) – Heller Tamás
- Margitka (törzsvevő, a nagypapa barátnője) – Szabó Éva
- Kőrösi Jolán Jojó (Ádám barátnője) – Kiss Judit
- Laci (Kriszta barátja) – Görög László
- Juhász Péter (Kriszta barátja) – Puskás Tamás

Epizódszereplők
- Várbíró tanár úr („Vérbíró”) – Horesnyi László
- Rózsika, Pici nagymamája – Lorán Lenke
- Frici, a divattervező – Kautzky Armand
- Rudas Andor Csibi „úr” – Bajor Imre
- Derzsi Bálint / Szirmai Dezső – Bodrogi Gyula
- Wunder Béla – Hirtling István
- Fotós – Győri Péter
- Tejesember – Szabó P. Szilveszter
- Sztella – Varga Klári
- Mihók úr – Lőte Attila
- Kenéz – Matus György
- Kőműves – Kránitz Lajos
- Vera – Ullmann Mónika
- Viktória – Molnár Judit
- Joe Bácsi – Bárdy György
- Puskás úr – Gosztonyi János
- Molnár Géza – Juhász György
- Havas Beatrix – Bognár Gyöngyvér
- Tuti Laci – Jászai László
- P. Polgár Béla – Méhes László
- Mester – Vizy György
- Luca (Ricsi barátnője) – Fridel Fruzsina
- Zsuzsó (Ágica barátnője) – Hernádi Judit
- Dr. Szamosi Albert – Márton András
- Kerekes Johnny – Harsányi Gábor
- Andrea – Kari Györgyi

## Érdekességek
- A sorozat forgatókönyve eredetileg nem a Spáh ikrekre íródott. Rájuk a szereplőválogatáson figyelt fel a stáb, amikor búcsúzáskor az egyikük jóindulatúan figyelmeztette őket, hogy ne lepődjenek meg, ha újra ő jönne be. Végül annyira megtetszettek a készítőknek, hogy hozzájuk igazították a forgatókönyvet.
- Bizonyos kritikusok szerint a Família Kft. nem teljesen másolta le a külföldi sorozatok közismert sablonjait. Megfigyelhetők benne magyar sajátosságok is, ilyen például az étkezés: konkrétan az, hogy imitáció helyett a konyhában valóban főznek és azokat az életeket meg is eszik, egy „szitkom hungarikum”.
- A produkciót számottevő mértékben támogatták szponzorok, emiatt a sorozatban rengeteg feltűnő termékelhelyezés szerepelt. (Néha egymásnak konkurens cégeké is.) A termékek nem csak megjelentek a filmben, hanem a szereplőkkel ki is mondatták a nevüket, sőt, néhány részt kifejezetten arra szántak, hogy egy adott cég termékét reklámozzák vele. Olyan is előfordult, hogy valószínűleg szándékosan beírtak egy kutyát a sorozatba, hogy tudják hirdetni az egyik kutyaeledel gyártó termékét. A Gálvölgyi Showban bemutatott paródia is elsősorban ezeket figurázta ki. A SkyWay esetében az adott epizódban az utazási irodát hirdető 1993. január 3-án sugárzott Egyiptom című epizód sugárzása után mintegy két héttel a cég csődbe ment, pont egy egyiptomi út alkalmával.
- A nagypapát alakító Baranyi Lászlónak szakállt kellett növesztenie a sorozat kedvéért. Időközben annyira megtetszett neki, hogy a sorozat befejezése után sem borotválta le.
- A 61. részben a nagypapa visszaemlékezésében feltűnik elhunyt felesége, Kati, akit lányához hasonlóan Esztergályos Cecília alakít.

## Eddig vagyok musical
1993 nyarán a budapesti Operett Színház adott otthont a Família Kft. musicaljének, amely Esztergályos Cecilia sorozatban megformált karakterének gyakran ismételt bosszankodása után kapta az "Eddig vagyok..." címet. Még ebben az évben a dalok megjelentek egy albumon CD-n és kazettán a PolyGram kiadó jóvoltából. A musical 5. évfordulója alkalmából részleteket vetítettek a sorozat 352-354. részeiben, ahol a Szép család egy kávézó teraszán ülnek, és úgy elevenítették fel az egyes jeleneteket, mintha az valóban megtörtént volna velük.